# Асаф паша (битолски валия)
 Тази статия е за битолския валия.  За румелийския валия, вижте Асаф паша (румелийски валия).  
Асаф паша (на турски: Asaf Paşa) е османски офицер и чиновник. От април 1877 година до март 1879 година е валия на Битоля при временното разпускане на Битолския вилает.